# Заальфельд-Рудольштадт (район)
Заальфельд-Рудольштадт (нім. Saalfeld-Rudolstadt) — район у Німеччині, у складі федеральної землі Тюрингія. Адміністративний центр — місто Заальфельд.

## Населення
Населення району становить 100 969 осіб (станом на 31 грудня 2021).

## Адміністративний поділ
Район складається з 3 міст і 21 громади (нім. Gemeinden), об'єднаних у 4 об'єднання громад (нім. Verwaltungsgemeinschaften), а також 6 міст і 8 громад, що до складу таких об'єднань не входять.
Дані про населення наведені станом на 31 грудня 2021.
| Самостійні міста: 1. Бад-Бланкенбург (6029) 2. Заальфельд (29224) 3. Кенігзе-Роттенбах (7176) 4. Лойтенберг (2027) 5. Ремда-Тайхель (Невірний параметр metadata 16073105) 6. Рудольштадт (24749) | Самостійні громади: 1. Заальфельдер-Гее (Невірний параметр metadata 16073108) 2. Камсдорф (Невірний параметр metadata 16073036) 3. Каульсдорф (2338), з підпорякованими громадами: 1. Альтенбойтен (213) 2. Дрогніц (619) 3. Гоенварте (157) 4. Ульштедт-Кірхгазель (5505) 5. Унтервелленборн (8426) |

Об'єднання громад:
Зірочками (*) позначені центри об'єднань громад.
| - 1.Бергбанрегіон/Шварцаталь (Невірний параметр metadata 160735001) 1. Десбах (328) 2. Кацгютте (1257) 3. Курсдорф (596) 4. Мойзельбах-Шварцмюле (Невірний параметр metadata 16073056) 5. Обервайсбах (місто)* (Невірний параметр metadata 16073065) - 2. Ліхтеталь-ам-Реннстайг (Невірний параметр metadata 160735002) 1. Ліхте * (Невірний параметр metadata 16073049) 2. Пізау (Невірний параметр metadata 16073066) 3. Райхманнсдорф (Невірний параметр metadata 16073068) 4. Шмідефельд (Ліхтеталь) (Невірний параметр metadata 16073079) | - 3. Міттлерес-Шварцаталь (Невірний параметр metadata 160735003) 1. Аллендорф (338) 2. Бехштедт (148) 3. Віттгендорф (Невірний параметр metadata 16073101) 4. Дешніц (217) 5. Дребішау (Невірний параметр metadata 16073021) 6. Зітцендорф * (740) 7. Мелленбах-Гласбах (Невірний параметр metadata 16073054) 8. Мойра (391) 9. Обергайн (Невірний параметр metadata 16073063) 10. Рорбах (бай-Заальфельд) (182) 11. Унтервайсбах (736) 12. Шварцбург (492) | - 4. Шифергебірге (6213) 1. Грефенталь (місто) (1878) 2. Леестен (місто) (1614) 3. Пробстцелла * (2721) |